# Zapotèque de San Baltazar Loxicha
Ne doit pas être confondu avec Zapotèque de Loxicha.
Le zapotèque de San Baltazar Loxicha (ou zapotèque de San Baltázar Loxicha, zapotèque de Pochutla du Nord-Ouest) est une variété de la langue zapotèque parlée dans l'État de Oaxaca, au Mexique.

## Localisation géographique
Le zapotèque de San Baltazar Loxicha est parlé dans les villes de San Baltazar Loxicha (en) et Santa Catarina Loxicha (en), au sud d'Oaxaca de Juárez, dans l'État de Oaxaca, au Mexique,.

## Intelligibilité avec les variétés du zapotèque
Les locuteurs du zapotèque de San Baltazar Loxicha ont une intelligibilité de 71 % du zapotèque de Coatlán (le plus similaire), de 63 % du zapotèque de Miahuatlán et de 47 % du zapotèque de San Vicente Coatlán.

## Utilisation
En 1990, le zapotèque de San Baltazar Loxicha est parlé par 1 500 personnes dont 20 monolingues, les autres parlant aussi notamment l'espagnol.